# Scelolophia olivaceata
Scelolophia olivaceata là một loài bướm đêm trong họ Geometridae.